# Marian Mijał
Marian Mijał (ur. 14 lipca 1937, zm. 22 września 2020) – polski specjalista w zakresie budowy i eksploatacji maszyn, dr hab. inż.

## Życiorys
1 października 1979 obronił pracę doktorską Współpraca kół zębatych ze stali i tworzyw sztucznych w przekładniach falowych z uwzględnieniem problemów tribologicznych, 2 czerwca 2000 habilitował się na podstawie pracy zatytułowanej Synteza falowych przekładni zębatych. Zagadnienia konstrukcyjno-technologiczne. Był zatrudniony na stanowisku profesora nadzwyczajnego w Katedrze Konstrukcji Maszyn na Wydziale Budowy Maszyn i Lotnictwa Politechniki Rzeszowskiej im. Ignacego Łukasiewicza.
Zmarł 22 września 2020.